# Récif Ladd
Le récif Ladd (en anglais Ladd Reef, en vietnamien Đá Lát, en tagalog Bahura ng Lopez-Jaena, en mandarin Rìjī Jiāo (en sinogrammes 日積礁/日积礁)), est un atoll des îles Spratleys en mer de Chine méridionale situé au sud-est de Dangerous Ground,.

## Toponymie
Le nom anglais Ladd Reef a été donné par Richard Spratly fin mars 1843, du nom du capitaine Ladd du navire Austen, qui semblait être le premier à avoir vu le récif. Le nom chinois Rìjī Jiāo a été inventé en 1947 pour remplacer le nom de 1935 Lādé Jiāo (拉德礁), qui a été translittéré du nom anglais Ladd.

## Géographie
Le récif Ladd est un atoll corallien océanique qui s'est développé au sommet d'un mont sous-marin dans la partie sud des îles Spratleys.
Le récif est situé à approximativement 225 milles marins à l'est du Viêt Nam continental et plus de 300 milles marins au nord de l'île de Bornéo.
La caractéristique géographique peu profonde la plus proche est l'île Spratley, à environ 13 milles marins au sud-est. Le récif Ladd se trouve à l'ouest de Dangerous Ground, dans la moitié ouest des îles Spratleys, au sud du banc Coronation, au sud-ouest du récif London Ouest.
L'atoll s'étend sur 6,5km sur son axe du sud‐ouest au nord‐est et atteint 1,8 km sur son axe du nord-ouest au sud-est.
L'atoll corallien de 10 km2 est composé d'un platier récifal de 7,36 km2, une pente récifale de 1,93 km2 et un lagon de 0,7 km2.
Le récif est entièrement submergé à marée haute, mais quelques roches dépassent de la mer à marée basse. Le récif asséchant est couvert de rochers et définit une lagune, avec un fond de sable blanc, sans passe récifale.

## Revendication de souveraineté
Le Viêt Nam a pris possession du récif en 1988. Il le contrôle dans le cadre de la ville de Trường Sa, district de Trường Sa, province de Khánh Hòa.
Comme pour toutes les îles Spratleys, la propriété de l'atoll est contestée.
La république populaire de Chine et la république de Chine (Taïwan) revendiquent le récif. Comme l'île Spratley, le récif Ladd se trouve à l'ouest de la zone de revendication de la municipalité de Kalayaan définie par les Philippines

## Structures artificielles
La Marine populaire vietnamienne a stationné une base permanente sur le récif Ladd. Trois structures artificielles peuvent être observées sur le côté nord du platier récifal. Le récif possède un phare avec l'inscription Hải đăng đá Lát (phare du récif Ladd) construit en 1994 et un avant-poste abritant un petit contingent de soldats vietnamiens,. La partie inférieure du phare comprend les quartiers d'une poignée de soldats vietnamiens et du gardien du phare.
En 2016, plusieurs navires vietnamiens ont creusé un chenal au sud du récif entre le lagon et le large

Selon le Center for Strategic and International Studies, le dragage s'est poursuivi sur le récif Ladd à petite échelle, avec moins de 8 hectares de nouvelles terres en 2023.

## Histoire

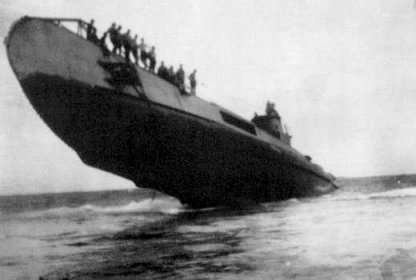
Le sous-marin néerlandais HNLMS O 19 échoué sur le récif Ladd.

Le clipper à thé britannique Taeping, alors qu'il effectuait une route de New York à Amoy, heurta le récif et s'échoua dans la nuit du 22 septembre 1871 avant d'être abandonné par son équipage le 24 septembre.
Le 8 juillet 1945 lors de la Seconde Guerre mondiale, le sous-marin néerlandais HNLMS O 19 naviguant en surface s'est écrasé contre le récif Ladd. Le sous-marin américain USS Cod arriva dans la nuit du 8 juillet. Incapable de se dégager du récif, l'équipage du O 19 fut transféré sur le USS Cod. Pour empêcher la capture de l'ennemi, le O 19 a été sabordé par son équipage à l'aide d'explosifs, de torpilles et de coups de canons. Les restes de l'épave ont disparu après avoir été récupérés par les ferrailleurs locaux à la fin des années 1990.
À la fin de 1987 et au début de 1988, la Marine populaire vietnamienne a préconisé l'envoi de troupes pour garder les récifs des îles Spratleys.
La campagne CQ88 fut mise en œuvre à 9h30 le 5 février 1988, sous le commandement du colonel Pham Cong Phan, commandant de la Brigade 146 comprenant les navires HQ611 et HQ712. La marine vietnamienne a débarqué sur le récif Ladd et a déployé des forces du génie pour construire des immeubles de grande hauteur sur le récif.
Le 20 février 1988, les forces du génie ont achevé la construction d'une grande maison sur la plage du récif Ladd et l'ont remise aux forces navales pour protéger le récif.